# Marshall Fritz
Marshall Fritz (10 de marzo de 1943 - 4 de noviembre de 2008) fue un activista libertario de origen estadounidense. Originario de Inglewood, California, Fritz fue director, fundador, y expresidente de Alliance for the Separation of School & State, que proclama la negativa a confiarle al gobierno la responsabilidad de manejar, o de tener algo que ver con las escuelas. Previo a la fundación de esta organización, Fritz fundó Advocates for Self-Government, un centro de educación y defensa de los valores libertarios, sin ánimo de lucro ni fines partidistas. En los círculos libertarios es mayormente conocido como el inventor del "World’s Smallest Political Quiz."
Fritz murió en su casa en Fresno, California en 2008, luego de una batalla de meses con un cáncer de páncreas.